# Gran Premio de España de Motociclismo de 1974
El Gran Premio de España de Motociclismo de 1974 fue la decimosegunda y última prueba de la temporada 1974 del Campeonato Mundial de Motociclismo. El Gran Premio se disputó el 22 de septiembre de 1975 en el Circuito de Montjuïch en Barcelona.

## Resultados 350cc
En la carrera de 350cc, victoria del español Víctor Palomo, que saliendo desde atrás consiguió dar caza al que fue líder durante prácticamente todo el recorrido, el alemán Dieter Braun para acabar superándolo. El germano, a pesar de todo, se aseguró el subcampeonato después de la ausencia de su gran rival para la segunda posición, el francés Patrick Pons a causa del accidente que sufrió en la prueba de 250 cc.
| Pos.    | Piloto              | Equipo        | Tiempo        | Pts. |
| ------- | ------------------- | ------------- | ------------- | ---- |
| 1       | Víctor Palomo       | Yamaha        | 1h 03' 17" 17 | 15   |
| 2       | Dieter Braun        | Yamaha        | +1" 04        | 12   |
| 3       | Olivier Chevallier  | Yamaha        | +27" 67       | 10   |
| 4       | Alex George         | Vesco Yamaha  | +27" 87       | 8    |
| 5       | Chas Mortimer       | Maxton-Yamaha | +53" 30       | 6    |
| 6       | Hans Mühlebach      | Yamaha        | +1' 05" 32    | 5    |
| 7       | Billie Henderson    | Yamaha        | +1 Vuelta     | 4    |
| 8       | Ulrich Graf         | Yamaha        | +1 Vuelta     | 3    |
| 9       | Nico van der Zanden | Yamaha        | +1 Vuelta     | 2    |
| 10      | Kjell Solberg       | Yamaha        | +1 Vuelta     | 1    |
| 11      | Harry Niemann       | Yamaha        | +1 Vuelta     |      |
| Ret     | Pentti Korhonen     | Yamaha        | Ret           |      |
| Ret     | Teuvo Länsivuori    | Yamaha        | Ret           |      |
| Ret     | Giacomo Agostini    | Yamaha        | Ret           |      |
| Ret     | Boet van Dulmen     | Yamaha        | Ret           |      |
| Ret     | Patrick Pons        | Yamaha        | Ret           |      |
| Ret     | John Dodds          | Yamaha        | Ret           |      |
| Ret     | Eric Offenstadt     | Motobécane    | Ret           |      |
| Fuente: |                     |               |               |      |

## Resultados 250cc
En el cuarto de litro, la carrera se canceló en la vuelta número 27 (de las 33 que consistía el recorrido) a causa del accidente, que involucró al japonés Takazumi Katayama y a los franceses Bernard Fau y Patrick Pons. Se gripó la Harley-Davidson de Fau lo que produjo la caída de los otros dos pilotos y la muerte de un comisario. Una vez reunidos los jueces, decidieron suspender la prueba y dar la victoria al australiano John Dodds.
| Pos. | Piloto                 | Equipo          | Tiempo     | Pts. |
| ---- | ---------------------- | --------------- | ---------- | ---- |
| 1    | John Dodds             | Yamaha          | 48' 53" 42 | 15   |
| 2    | Pentti Korhonen        | Yamaha          | +8" 18     | 12   |
| 3    | Dieter Braun           | Yamaha          | +1 Vuelta  | 10   |
| 4    | Bruno Kneubühler       | Yamaha          | +1 Vuelta  | 8    |
| 5    | Víctor Palomo          | Yamaha          | +1 Vuelta  | 6    |
| 6    | Rolf Minhoff           | Maico           | +1 Vuelta  | 5    |
| 7    | Jean-Louis Guignabodet | Yamaha          | +1 Vuelta  | 4    |
| 8    | Olivier Chevallier     | Yamaha          | +1 Vuelta  | 3    |
| 9    | Alex George            | Vesco Yamaha    | +1 Vuelta  | 2    |
| 10   | Hans Mühlebach         | Yamaha          | +1 Vuelta  | 1    |
| 11   | Eero Hyvärinen         | Yamaha          | +1 Vuelta  |      |
| 12   | Tom Herron             | Yamaha          | +2 Vueltas |      |
| 13   | Leif Gustafsson        | Yamaha          | +2 Vueltas |      |
| 14   | Kjell Solberg          | Yamaha          | +2 Vueltas |      |
| 15   | Patrick Pons           | Yamaha          | +3 Vueltas |      |
| 16   | Nery Benito Varona     | Harley-Davidson | +3 Vueltas |      |
| 17   | Takazumi Katayama      | Yamaha          | +4 Vueltas |      |
| 18   | Nico van der Zanden    | Yamaha          | +4 Vueltas |      |
| 19   | Bernard Fau            | Harley-Davidson | +7 Vueltas |      |
| Ret  | Kent Andersson         | Yamaha          | Ret        |      |
| Ret  | Benjamín Grau          | Derbi           | Ret        |      |
| Ret  | Chas Mortimer          | Danfay Yamaha   | Ret        |      |
| DNS  | Harald Bartol          | Yamaha          | DNS        |      |

## Resultados 125cc
Después de los incidentes de 250cc, a punto estuvo de cancelarse esta carrera por la negativa de los pilotos a participar. Al final, se dio la salida y vio la victoria de un joven español Benjamín Grau, que dejó atrás a sus rivales. El italiano Otello Buscherini acabó segundo y el suizo Bruno Kneubühler fue tercero asegurándose así el subcampeonato del mundo.
| Pos. | Piloto                 | Moto        | Tiempo     | Pts. |
| ---- | ---------------------- | ----------- | ---------- | ---- |
| 1    | Benjamín Grau          | Derbi       | 50' 24" 54 | 15   |
| 2    | Otello Buscherini      | Malanca     | +10" 40    | 12   |
| 3    | Bruno Kneubühler       | Yamaha      | +10" 87    | 10   |
| 4    | Kent Andersson         | Yamaha      | +1' 00" 86 | 8    |
| 5    | Ángel Nieto            | Derbi       | +1' 24" 03 | 6    |
| 6    | Matti Salonen          | Yamaha      | +1' 27" 19 | 5    |
| 7    | Jean-Louis Guignabodet | Yamaha      | +1' 43" 11 | 4    |
| 8    | Matti Kinnunen         | Maico       | +1 Vuelta  | 3    |
| 9    | Peter Frohnmeyer       | Maico       | +1 Vuelta  | 2    |
| 10   | Aldo Pero              | Carem       | +2 Vueltas | 1    |
| Ret  | Pier Paolo Bianchi     | Morbidelli  | Ret        |      |
| Ret  | Rolf Minhoff           | Maico       | Ret        |      |
| Ret  | Leif Gustafsson        | Maico       | Ret        |      |
| Ret  | Henk van Kessel        | Bridgestone | Ret        |      |
| Ret  | Pentti Salonen         | Yamaha      | Ret        |      |
| Ret  | Eric Offenstadt        | Motobécane  | Ret        |      |
| Ret  | Jan Huberts            | MZ          | Ret        |      |
| DNS  | Harald Bartol          | Yamaha      | DNS        |      |
| DNS  | Hans-Jürgen Hummel     | Yamaha      | DNS        |      |

## Resultados 50cc
En la categoría menor cilindrada, el campeón del mundo Henk van Kessel no dio opción a sus rivales con la sexta victoria de la temporada para su cuenta particular. Por detrás, el alemán Herbert Rittberger se impuso al belga Julien van Zeebroeck y se llevó también el subcampeonato de la clasificación general.
| Pos. | Piloto                    | Moto         | Tiempo     | Pts. |
| ---- | ------------------------- | ------------ | ---------- | ---- |
| 1    | Henk van Kessel           | Kreidler     | 32' 42" 42 | 15   |
| 2    | Herbert Rittberger        | Kreidler     | +3" 38     | 12   |
| 3    | Julien van Zeebroeck      | Kreidler     | +11" 63    | 10   |
| 4    | Gerhard Thurow            | Kreidler     | +19" 68    | 8    |
| 5    | Ulrich Graf               | Kreidler     | +1' 09" 03 | 6    |
| 6    | Stefan Dörflinger         | Kreidler     | +1' 29" 10 | 5    |
| 7    | Rudolf Kunz               | Kreidler     | +1' 33" 60 | 4    |
| 8    | Theo Timmer               | Jamathi      | +2' 12" 09 | 3    |
| 9    | Luis Armando López Mateos | Derbi        |            | 2    |
| 10   | Norbert Peschke           | Kreidler     | +1 Vuelta  | 1    |
| 11   | Joaquim Galí              | Derbi        | +1 Vuelta  |      |
| 12   | Pentti Salonen            | Tunturi-Puch | +1 Vuelta  |      |
| 13   | Leif Rosell               | Jamathi      | +1 Vuelta  |      |
| 14   | Hans-Jürgen Hummel        | Kreidler     | +2 Vueltas |      |
| 15   | Javier Mira               | Derbi        | +4 Vueltas |      |
| Ret  | Ramon Galí                | Derbi        | Ret        |      |
| Ret  | Jan Huberts               | Kreidler     | Ret        |      |
| Ret  | Peter Frohmeyer           | Maico        | Ret        |      |
| Ret  | Günter Schirnhofer        | Kreidler     | Ret        |      |
| Ret  | Rolf Blatter              | Kreidler     | Ret        |      |